# Allsvenskan 2021
La temporada 2021 fue la 97.ª edición de la Allsvenskan, la máxima categoría del fútbol de Suecia desde su creación en 1924. La temporada comenzó el 10 de abril de 2021 y finalizó el 5 de diciembre del mismo año.
Malmo fue el campeón defensor tras ganar la temporada pasada el 21.° título de liga de su historia.

## Formato
Los 16 equipos participantes jugaron entre sí todos contra todos dos veces totalizando 30 partidos cada uno, al término de la fecha 30, el primer clasificado se coronó campeón de la liga y obtuvo un cupo para la Primera ronda de la Liga de Campeones de la UEFA 2022-23, mientras que el subcampeón y el tercero obtuvieron un cupo para la Primera ronda de la Liga Europa Conferencia de la 2021-22, por otro lado, el décimo cuarto clasificado jugó el Play-offs de relegación contra el tercero de la Superettan 2021, mientras que los dos últimos descendieron a la Superettan 2022.
Un tercer cupo para la Primera ronda de la Liga Europa Conferencia de la 2021-22 fue asignado al campeón de la Copa de Suecia.

## Ascensos y descensos
Falkenbergs y Helsingborgs descendieron a la Superettan tras quedar en los 2 últimos puestos la temporada pasada. Fueron remplazados por el Halmstads que se coronó campeón de la Superettan 2020 y por el Degerfors que regresa a la Allsvenskan tras 24 años de ausencia.
| Pos. | Descendidos de la Allsvenskan 2020 |
| ---- | ---------------------------------- |
| 15.º | Helsingborgs                       |
| 16.º | Falkenbergs                        |

| Pos. | Ascendidos de la Superettan 2020 |
| ---- | -------------------------------- |
| 1.º  | Halmstads                        |
| 2.º  | Degerfors                        |

## Información de los equipos
Participaran 16 clubes, 14 de la temporada anterior y 2 ascendidos de la Superettan 2020.
| Club           | Ciudad     | Estadio              | Capacidad |
| -------------- | ---------- | -------------------- | --------- |
| AIK            | Estocolmo  | Friends Arena        | 50 000    |
| Degerfors      | Degerfors  | Stora Valla          | 12 500    |
| Djurgårdens    | Estocolmo  | Tele2 Arena          | 30 000    |
| Elfsborg       | Borås      | Borås Arena          | 16 899    |
| Häcken         | Gotemburgo | Bravida Arena        | 6500      |
| Halmstads      | Halmstad   | Estadio Örjans Vall  | 15 500    |
| Hammarby       | Estocolmo  | Tele2 Arena          | 30 000    |
| IFK Göteborg   | Gotemburgo | Gamla Ullevi         | 18 600    |
| IFK Norrköping | Norrköping | Nya Parken           | 15 734    |
| Kalmar         | Kalmar     | Guldfågeln Arena     | 12 000    |
| Malmö          | Malmö      | Swedbank Stadion     | 22 500    |
| Mjällby        | Hällevik   | Estadio Strandvallen | 7500      |
| Örebro         | Örebro     | Behrn Arena          | 12 300    |
| Östersunds     | Östersund  | Jämtkraft Arena      | 8466      |
| Sirius         | Uppsala    | Studenternas IP      | 6300      |
| Varbergs BoIS  | Varberg    | Påskbergsvallen      | 4500      |

## Tabla de posiciones
| Pos. | Equipo            | Pts. | PJ | G  | E  | P  | GF | GC | Dif. | Clasificación o descenso                               |
| ---- | ----------------- | ---- | -- | -- | -- | -- | -- | -- | ---- | ------------------------------------------------------ |
| 1    | Malmö FF (C)      | 59   | 30 | 17 | 8  | 5  | 58 | 30 | +28  | Primera ronda de la Liga de Campeones 2022-23          |
| 2    | AIK               | 59   | 30 | 18 | 5  | 7  | 45 | 25 | +20  | Segunda ronda de la Liga de Conferencia Europa 2022-23 |
| 3    | Djurgårdens IF    | 57   | 30 | 17 | 6  | 7  | 46 | 30 | +16  | Segunda ronda de la Liga de Conferencia Europa 2022-23 |
| 4    | IF Elfsborg       | 55   | 30 | 17 | 4  | 9  | 51 | 35 | +16  | Segunda ronda de la Liga de Conferencia Europa 2022-23 |
| 5    | Hammarby IF       | 53   | 30 | 15 | 8  | 7  | 54 | 41 | +13  |                                                        |
| 6    | Kalmar FF         | 47   | 30 | 13 | 8  | 9  | 41 | 39 | +2   |                                                        |
| 7    | IFK Norrköping    | 44   | 30 | 13 | 5  | 12 | 45 | 41 | +4   |                                                        |
| 8    | IFK Göteborg      | 41   | 30 | 11 | 8  | 11 | 42 | 39 | +3   |                                                        |
| 9    | Varbergs BoIS     | 37   | 30 | 9  | 10 | 11 | 35 | 38 | −3   |                                                        |
| 10   | IK Sirius         | 37   | 30 | 10 | 7  | 13 | 39 | 53 | −14  |                                                        |
| 11   | BK Häcken         | 36   | 30 | 9  | 9  | 12 | 46 | 46 | 0    |                                                        |
| 12   | Mjällby AIF       | 38   | 30 | 9  | 11 | 10 | 34 | 27 | +7   |                                                        |
| 13   | Degerfors IF      | 34   | 30 | 10 | 4  | 16 | 34 | 51 | −17  |                                                        |
| 14   | Halmstads BK (D)  | 32   | 30 | 6  | 14 | 10 | 21 | 26 | −5   | Play-off de permanencia                                |
| 15   | Örebro SK (D)     | 18   | 30 | 4  | 6  | 20 | 23 | 58 | −35  | Descenso a Superettan 2022                             |
| 16   | Östersunds FK (D) | 14   | 30 | 3  | 5  | 22 | 24 | 59 | −35  | Descenso a Superettan 2022                             |

 Fuente: svenskfotboll.se (en sueco)
Criterios de clasificación: 1) Puntos; 2) Puntos entre sí; 3) Diferencia de goles entre sí; 4) Goles marcados en los duelos entre sí; 5) Diferencia de Goles 6) Partidos ganados; 7) Goles.

## Resultados
| Local \ Visitante | AIK | BKH | DEG | DIF | HBK | HAM | IFE | IFKG | IFKN | IKS | KFF | MFF | MAIF | VAR | ÖSK | ÖFK |
| ----------------- | --- | --- | --- | --- | --- | --- | --- | ---- | ---- | --- | --- | --- | ---- | --- | --- | --- |
| AIK               |     | 2–1 | 2–0 | 1–0 | 1–0 | 2–0 | 1–0 | 3–1  | 1–0  | 4–2 | 2–0 | 1–1 | 2–2  | 2–1 | 2–0 | 3–0 |
| BK Häcken         | 2–1 |     | 2–0 | 0–1 | 2–3 | 1–1 | 1–1 | 3–2  | 5–0  | 1–2 | 1–4 | 1–2 | 0–0  | 3–1 | 2–3 | 5–0 |
| Degerfors IF      | 2–1 | 3–0 |     | 2–0 | 2–1 | 1–4 | 1–2 | 0–1  | 4–1  | 1–2 | 0–1 | 0–5 | 0–2  | 1–1 | 3–0 | 3–1 |
| Djurgårdens IF    | 1–4 | 2–1 | 3–2 |     | 1–0 | 4–1 | 0–3 | 0–0  | 1–0  | 5–1 | 3–2 | 3–1 | 0–0  | 2–3 | 3–0 | 2–0 |
| Halmstads BK      | 1–0 | 1–0 | 0–0 | 0–0 |     | 0–0 | 0–1 | 1–1  | 2–1  | 1–1 | 0–1 | 0–0 | 1–1  | 1–1 | 1–1 | 1–1 |
| Hammarby          | 1–0 | 1–1 | 5–1 | 2–2 | 1–1 |     | 0–2 | 3–0  | 2–1  | 3–2 | 5–3 | 2–1 | 2–0  | 1–0 | 3–2 | 4–3 |
| IF Elfsborg       | 2–4 | 4–2 | 3–0 | 0–2 | 2–3 | 2–2 |     | 1–0  | 1–0  | 3–0 | 2–2 | 0–1 | 1–0  | 0–0 | 2–1 | 3–0 |
| IFK Göteborg      | 2–0 | 1–1 | 2–3 | 3–0 | 2–0 | 0–0 | 0–1 |      | 1–2  | 2–2 | 0–2 | 0–2 | 3–2  | 1–2 | 2–0 | 4–0 |
| IFK Norrköping    | 2–0 | 0–1 | 1–1 | 1–1 | 2–1 | 3–1 | 3–2 | 1–2  |      | 1–1 | 1–2 | 3–2 | 2–2  | 2–1 | 3–0 | 3–0 |
| IK Sirius         | 0–1 | 3–0 | 2–0 | 1–0 | 1–0 | 0–1 | 0–2 | 3–3  | 2–4  |     | 1–1 | 2–3 | 2–1  | 2–1 | 1–2 | 1–0 |
| Kalmar FF         | 1–1 | 2–3 | 4–1 | 0–1 | 1–1 | 2–1 | 0–3 | 0–0  | 1–0  | 3–1 |     | 0–1 | 1–0  | 2–2 | 1–0 | 0–0 |
| Malmö FF          | 1–0 | 2–2 | 3–0 | 1–1 | 0–0 | 3–2 | 2–1 | 2–3  | 1–1  | 4–0 | 3–1 |     | 0–1  | 3–2 | 5–1 | 1–1 |
| Mjällby AIF       | 0–0 | 1–1 | 1–0 | 0–1 | 0–0 | 2–0 | 4–0 | 1–3  | 0–1  | 2–3 | 4–0 | 0–2 |      | 0–0 | 0–0 | 1–0 |
| Varbergs BoIS     | 0–1 | 1–1 | 0–0 | 1–3 | 1–0 | 1–3 | 1–3 | 2–0  | 2–1  | 0–0 | 1–1 | 1–1 | 0–3  |     | 1–0 | 3–0 |
| Örebro SK         | 1–1 | 1–2 | 1–2 | 0–1 | 1–0 | 0–2 | 2–3 | 0–0  | 0–3  | 1–1 | 1–2 | 1–2 | 2–2  | 0–3 |     | 2–0 |
| Östersunds FK     | 1–2 | 1–1 | 0–1 | 0–3 | 0–1 | 1–1 | 3–1 | 2–3  | 1–2  | 3–0 | 0–1 | 0–3 | 0–2  | 1–2 | 5–0 |     |

## Playoffs de ascenso-descenso
- El equipo ubicado en la décimo cuarta posición de la Allsvenskan, el Halmstads, se enfrentó con el tercer equipo de la Superettan 2021, el Helsingborgs, en juegos de de ida y vuelta, por un cupo en la máxima categoría la próxima temporada.
| diciembre de 2021, -:- | Helsingborgs | 0:1 | Halmstads | Olimpia de Helsingborg, Helsingborg |  |

| diciembre de 2021, -:- | Halmstads | 1:3 (Global 2:3) | Helsingborgs | Örjans vall, Halmstad |  |